# Ait Laati
Ait Laati (en tamazight: ⴰⵢⵜ ⵍⵄⴰⵜⵉ) est un groupe musical amazigh marocain pour la musique d'amazigh du souss et rwaiss.

## Biographie
Le groupe Ait laati est lancé en 1972 dans le quartier de lmazar de la commune urbaine d'Ait melloul, province d'Agadir, au royaume du maroc. Il est fondé par l'artiste marocain amazigh Hassan Oulaati, né en 1958, Le groupe est considéré comme le premier à inventer le genre musical (tirubba) à la region de souss massa. C'est aussi l'un des premiers à innover en matière d'instrumentaux et de divisions musicales à la guitare.
Le groupe débute sous les noms « lahbab » puis « imrjane », puis opte pour « Ait laati », en hommage au nom de famille des membres Hassan, Abdallah, Lahoucine, Brahim et la progéniture de la famille comme  Abdelkader fils de Hassane et Hamza fils de Abdallah. Le nom « Ait laati » est adopté dans les années 70 sous l'influence des fans, et parce que les membres sont frères.
La musique du groupe se distingue par son rythme rapide et son jeu musical distingué, qui repose sur la légèreté, la vitesse, la maîtrise et l'harmonie entre des instruments à cordes tels que le banjo et la guitare, et des instruments de percussion traditionnels tels que le tam-tam, le bendir et le nakkos. Le groupe emploie délibérément une coupe en verre pour jouer des cordes et danser sur scène. Il ajuste également toutes les pondérations et rythmes musicaux populaires qui caractérisent les régions du souss-massa en particulier et du Maroc en général.

## Récompenses et honneurs
Le groupe a reçu plusieurs prix, trophées et certificats d'honneur pour célébrer son grand parcours artistique, notamment :
- Trophée de la radio Amazigh à Rabat en 1982 ;
- Honneur spécial et célébration du festival Imorig rwais en 2014 ;
- Trophée  d'honneur de la commune d'Ait melloul 2022 ;
- Trophée d'honneur de la commune de Dchiera el jihadia 2023 ;
- Trophée d'honneur et de célébration pour le festival Souss international du court métrage, 15éme édition, 2023[4] ;
- Trophée d'honneur au festival d'Agadir pour le théâtre amazigh, 1er édition en 2017 ;
- Trophée d'honneur et de célébration pour le festival de Tiruba dchiera, 1er édition en 2009 ;
- Trophée d'honneur de l'association Talilt pour l'aide médicale aux artistes en 2015.

## Production audio
Le groupe compte 15 albums lyriques depuis 1984, dans lesquels il aborde la plupart des problèmes de société marocains, notamment :
| album                  | général | le produit                                                                                 |
| ---------------------- | ------- | ------------------------------------------------------------------------------------------ |
| Botalkhatmt            | 1984    | Sawt El Maarif                                                                             |
| Odad Imon Dogharas     | 1988    | Sawt Nojoum                                                                                |
| Ah Aymintanot          | 1989    | Sawt Challa                                                                                |
| Anmon Agma Nki Dik     | 1990    | Sawt El Maarif                                                                             |
| Ayih Atalobant         | 1990    | Sawt El Maarif                                                                             |
| Lachyakh Ola Lawlya    | 1991    | Sawt El Maarif                                                                             |
| Atasa Sber             | 1991    | Sawt Chtouka                                                                               |
| Ghili Dika Lhal Ikat   | 1992    | Sawt El Maarif                                                                             |
| Atbir Igrden           | 1994    | Amode musique                                                                              |
| Tifrkhin Manza Tawnza  | 2001    | Afraou Cassette                                                                            |
| Iyih Wayih Waad Alhena | 2002    | Afraou Cassette                                                                            |
| Awana Iran Afolki      | 2004    | Afraou Cassette                                                                            |
| Rwah Azin Rwah         | 2004    | Afraou Cassette                                                                            |
| Istofamt Atazwit Ajjig | 2006    | Afraou Cassette                                                                            |
| Bolaryach Albaz        | 2020    | Association Groupe Ait Oulaati pour la Culture et l'Art + Ministère Marocain de la Culture |

Les titres les plus célèbres sont:
- Istofamt Atazwit Ajjig (avez-vous trouvé l'abeille fleur);
- Tifrkhin Manza Tawnza (filles, où sont les chameaux);
- Iyih Wayih Waad Alhena (oui c'est du henné);
- Ndalb Lkhir (nous nous efforçons de faire le bien);
- Rwah Azin Rwah (viens avec moi ma belle);
- Tamimt Adonit (la vie est belle);
- Man Adad Ortrit (qui veux tu).

## Production vidéo
- Documentaires télévisés Assays en 2012 pour (warda production) ;
- Ndalb Lkhir en 1998 pour (aytma vision) ;
- Ndalb Lkhir en 2012 pour (ayouz vision).

## Participations à des festivals
Le groupe participe à un certain nombre de forums locaux, régionaux et internationaux, et notamment :
- Festival timitar 2008 -2015 -2019[5] ;
- Festival du shopping d'Inezgane 2019 ;
- Festival national des rwaiss dchiera 2017-2018[6];
- Festival des cultures Dchiera en 2018[7] ;
- Festival imlaln orgh Massa 2017 ;
- Festival de bilmawn boudmawn 2018 ;
- Festival des femmes en 2023[8] ;
- Tikri forum en 2016 ;
- Ide yennayer concert à Clichy, France, 2019 ;
- Gala du ide yennayer en Belgique en 2019.